# Klaus Nomi
Pour les articles homonymes, voir Nomi et Sperber.
Klaus Nomi, nom de scène de Klaus Sperber, né le 24 janvier 1944 à Immenstadt (Allemagne de l'Ouest) et mort le 6 août 1983 à New York, est un chanteur allemand,.
Icône de la scène new wave et synthpop du début des années 1980, il apparaît à la fois comme un chanteur d'opéra hors norme et un artiste de cabaret à l'apparence étrange inclassable.
Il étonne ses contemporains et le milieu artistique par sa tessiture très étendue (voix de baryton-basse mêlée à celle de contreténor), son style musical expérimental dance-pop et son look d'extraterrestre atypique.

## Biographie

### Jeunesse
Klaus Sperber grandit à Berlin-Ouest, où il se passionne pour l'opéra mais aussi pour le rock ; à ce sujet, il raconte avoir volé de l'argent à sa mère pour s'acheter un disque d'Elvis Presley. Il suit des études de musique, notamment à la Deutsche Oper.

### Carrière
Il se produit en public pour la première fois à Berne, en Suisse, dans Bastien und Bastienne de Wolfgang Amadeus Mozart.
En 1972, il s'installe à New York où il fait la plonge ou pâtissier pour gagner sa vie. Il évolue au sein de la scène artistique underground de l'East Village et se produit dans des cabarets, où il propose un spectacle inclassable mêlant opéra, musique expérimentale, musique électronique et new wave.
Repéré par David Bowie, Klaus Nomi est engagé par celui-ci comme choriste avec Joey Arias pour un passage à l'émission télévisée Saturday Night Live, le 14 décembre 1979. Admirant le costume porté par Bowie pour cette émission et inspiré de Tristan Tzara, Nomi se fait faire son fameux costume d'extraterrestre, une sorte de smoking plastifié. Ce look est complété par une coupe de cheveux anguleuse, des lèvres noires contrastant avec un visage maquillé de blanc. Par la suite, il signe son premier contrat avec le label RCA Records et publie deux albums de new wave/synthpop. Début 1980, Klaus Nomi dessine son propre logo, une ombre noire indiquant sa silhouette, qui apparaîtra sur ses albums. Nomi niera se grimer en clown, ou dire que son personnage est un clown, préférant plutôt décrire son personnage comme une sorte d'extraterrestre.
Son succès tient autant à son apparence physique hors du commun qu'à sa façon de chanter l'opéra. Sa voix extraordinaire peut passer du soprano au « général prussien ». De son premier album, à la grande surprise de son label, le public préfère ses morceaux « classiques » (notamment avec son premier grand succès, The Cold Song, extrait du semi-opéra baroque King Arthur de Henry Purcell) aux morceaux orientés vers la musique pop/rock ou électronique.
Son premier concert en France a lieu à Bordeaux à l’automne 1981. Il chante aussi au Palace de Fabrice Emaer à Paris.
Klaus Nomi est très actif en 1981 et 1982. Son personnage s'est étoffé pour devenir une marque de fabrique charismatique, il peut désormais se porter vers un travail beaucoup plus ambitieux. Cette ambition se reflète notamment à travers des compositions plus personnelles et l'utilisation du synthétiseur Fairlight.
Il participe à de nombreux événements, alors qu'il se sait malade et que ses jours sont comptés. Durant cette période, il travaille beaucoup, allant au-delà de ses forces. Pour assurer ses dernières tournées, Klaus Nomi, physiquement très éprouvé, est obligé de se faire des injections.

### Fin de vie et mort
Il passe ses derniers jours à l'hôpital où ses amis évitent de lui rendre visite, par déni et par peur de la contagion. Le 6 août 1983, il meurt par suite de l'aggravation d'une maladie liée à sa séropositivité. C'est l'une des premières célébrités victimes de la pandémie de sida.
Klaus Nomi est incinéré et inhumé au cimetière communal d'Immenstadt, en Bavière, le 14 août 1983. Une partie de ses cendres est néanmoins dispersée à New York.

## Discographie

### Albums studio
- 1981 : Klaus Nomi
- 1982 : Simple Man

### Compilations et Albums en public
- 1983 : Encore
- 1986 : In Concert
- 1991 : The Collection
- 1994 : Klaus nomi Ses 20 plus belles chansons
- 2007 : Za Bakdaz
- 2023 : Remixes

### Singles
- 1981 : You Don't Own Me / Falling in Love Again
- 1981 : Nomi Song / Cold Song
- 1982 : Lightning Strikes / Falling in Love Again
- 1982 : Simple Man / Death
- 1982 : Ding Dong / ICUROK
- 1998 : Za Bak Daz / Silent Night

### Vidéos
- Urgh! A Music War (1982)
- The Nomi Song de Andrew Horn ; documentaire (2004)[8],[9]
- Klaus Nomi laissa de nombreux clips et extraits de concerts.

## Artistes influencés par Klaus Nomi
- Nightwish, plus précisément Tuomas Holopainen fait référence à la chanson Total Eclipse dans Sleeping Sun : ces deux morceaux comportent une intro de synthétiseur, une guitare électrique et un chant d'opéra (novateur dans les années 1990) parlant d'une éclipse de soleil.
- Iron Maiden a intitulé une de ses chansons Total Eclipse.
- Matthieu Chedid lui a emprunté l'inspiration de sa coiffure.
- Dimitri (du groupe Urs Karpatz) a repris Simple man sous le titre Je ne suis qu'un homme.
- Madonna s'est inspirée de l'univers de Klaus Nomi pour la réalisation de son premier album.
- Lady Gaga s'en est inspirée pour ses tenues extravagantes, dont une qui ressemble à la célèbre tenue « triangle » de Klaus.
- Andreas Scholl, grand admirateur de Klaus Nomi, lui dédie sa version de The Cold Song (What Power Art Thou?) en 2010 sur son CD O Solitude.
- Muse reprend dans son single I Belong to You (+ Mon cœur s'ouvre à ta voix) l'air tiré de l'opéra de Camille Saint-Säens, Samson et Dalila, qu'avait repris Klaus Nomi sous le titre anglicisé Samson and Delilah'.
- Rammstein, dans le clip de Radio où Till Lindemann est maquillé comme Klaus.